# Remco Balk
Pour les articles homonymes, voir Balk.
Remco Balk, né le 2 mars 2001 à Zuidhorn aux Pays-Bas, est un footballeur néerlandais qui évolue au poste d'ailier gauche au SC Cambuur.

## Biographie

### FC Twente
Né à Zuidhorn aux Pays-Bas, Remco Balk est formé par le FC Groningue qu'il rejoint en 2012, en provenance du VV Zhuidorn.
Il joue son premier match en équipe première lors d'une rencontre d'Eredivisie de la saison 2020-2021, le 25 septembre 2020 face au FC Twente. Il entre en jeu à la place de Ramon Pascal Lundqvist lors de cette rencontre perdue par son équipe sur le score de trois buts à un.

### FC Utrecht
Le 20 janvier 2021, alors que Remco Balk est en fin de contrat au mois de juin, Groningue souhaite le vendre. L'AZ Alkmaar est également intéressé mais veut l'intégrer à son équipe réserve, Remco Balk rejoint alors le FC Utrecht et signe un contrat courant jusqu'en juin 2025. 
Il joue son premier match sous ses nouvelles couleurs quatre jours plus tard, lors d'une rencontre de championnat face au Sparta Rotterdam. Il entre en jeu à la place de Bart Ramselaar lors de ce match remporté par son équipe sur le score de un but à zéro.

### SC Cambuur
Le 2 juin 2022, Remco Balk rejoint le SC Cambuur sous la forme d'un prêt d'une saison.
Balk inscrit son premier but pour Cambuur le 12 mars 2023 contre le PSV Eindhoven, en championnat. Titulaire, il ouvre le score mais ne peut empêcher la défaite de son équipe par cinq buts à deux.
Le 28 juin 2023, Balk s'engage définitivement avec le SC Cambuur. Il signe un contrat de deux ans, soit jusqu'en juin 2025, avec une année supplémentaire en option.
Le 10 février 2024, Balk se fait remarquer en étant l'auteur du premier triplé de sa carrière, lors d'une rencontre de championnat face au Jong PSV. Titularisé, il participe à la victoire de son équipe par quatre buts à un,.